# محمد أبو طير
محمد حسن أبو طير، والمعروف أيضا باسم الشيخ أبو مصعب، من مواليد القدس عام 1951، وهو عضو في حركة حماس وممثل في المجلس التشريعي الفلسطيني عن دائرة القدس الشرقية. انتخب لهذا المنصب في الانتخابات التشريعية الفلسطينية التي جرت في 25 يناير 2006. ومن المعروف عن أبو طير له لحية برتقالية زاهية مصبوغ بالحناء. وعلى حد قوله فهو يميل إلى الابتعاد عن وسائل الاعلام وضعته إسرائيل في سجونها لمدة أربع سنوات أي في 29 يونيو 2006، حيث ألقي القبض على أبو طير من قبل السلطات العسكرية الإسرائيلية خلال الحرب بين إسرائيل وقطاع غزة عام 2006. احتجز حتى يونيو 2010، وبعد ذلك أبعدته إسرائيل خارج البلاد لأنه رفض الاستقالة من المجلس التشريعي. وفي يونيو، 2010، تم القبض عليه مرة أخرى بعد أن رفض ترك القدس الشرقية.

## النشأة
ولد أبو طير في قرية أم طوبا، وهي تقع في القدس الشرقية. انضم أبو طير إلى حركة فتح لبعض الوقت في أوائل عقد 1970. في هذا الوقت، أدين بممارسة «أنشطة إرهابية» في إسرائيل وانضم لاحقا إلى جماعة الإخوان المسلمين. وقضى ما يقارب من 25 عاما في السجون الإسرائيلية، وخارجها، بتهمة تنفيذه «لأنشطة إرهابية» ضد إسرائيل، بما في ذلك محاولة تسميم إمدادات المياه في إسرائيل في أوائل في أوائل التسعينيات والقيام بأنشطة للذراع العسكري لحماس، كتائب عز الدين القسام. وفي عام 2005، قبل الانتخابات، أطلق سراحه بعد أن قضى مدة ما يقرب من سبع سنوات في السجون وبعد إطلاق سراحه، كان الشخصية الثانية على القائمة التي رشحتها حماس لخوض انتخابات التشريعي بعد إسماعيل هنية. ومؤخراً ألقي القبض عليه واعتقل في وقت لاحق لحملته الانتخابية بالقرب من باب العامود في القدس بعد بانتهاك الحظر الذي نهي عن ممارسته حسب قول السلطات الإسرائيليلة. تم استجوابه وأفرج عنه في وقت لاحق. الحادثة حولت أبو طير إلى شخصية مشهورة وساهمت بشكل إيجابي في حملته الانتخابية بشكل عام.

## في سجون الاحتلال أكثر من 7 مرات
تعرض لسبع حالات اعتقال كانت الأولى عام 1974، وحينها أصدرت محكمة اللد العسكرية الصهيونية عليه حكماً بالسجن 16 عاماً، وخفضت إلى 13 عاماً بعد الاستئناف، والثانية أثناء الانتفاضة الأولى في شهر شباط/ فبراير 1989 بتهمة الانتماء إلى تنظيم عسكري، وشراء سلاح، وفي حينها أمضى حكما بالسجن ل13 شهرا. أما الاعتقال الثالث فكان في الأول من أيلول/ سبتمبر 1990 حيث أمضى حكماً بالسجن 6 أشهر إداري في سجن الرملة “نيتسان “، وفي المرة الرابعة بعد سنة تقريباً من الإفراج كانت في الثامن من آذار/مارس 1992 بتهمة حيازة وشراء سلاح للعمل العسكري لحركة حماس مع بداية نشاط كتائب الشهيد عز الدين القسّام في الضفة الغربية.
وخلال اعتقاله في المرة الرابعة تم التحقيق مع الشيخ أبو طير في سجن الخليل حيث أمضى ما يزيد عن ثلاثة أشهر ونصف الشهر، وكان تحقيقاً عسكرياً مطبوعاً بالعنف، وحكم عليه في محكمة رام الله العسكرية بالسجن مدة 6 أعوام وشهرين وقد أمضاها كاملة.
وفي عام 1998 اعتقل الشيخ أبو طير خامس مرة ليمضي 7 سنوات في السجون الصهيونية، وبعد فوزه بانتخابات المجلس التشريعي الفلسطيني عن قائمة التغيير والإصلاح كان الاعتقال الأخير وحكم عليه بالسجن 43 شهرا أي ما يعادل ثلاثة أعوام ونصف العام.